# Frans Anneessens

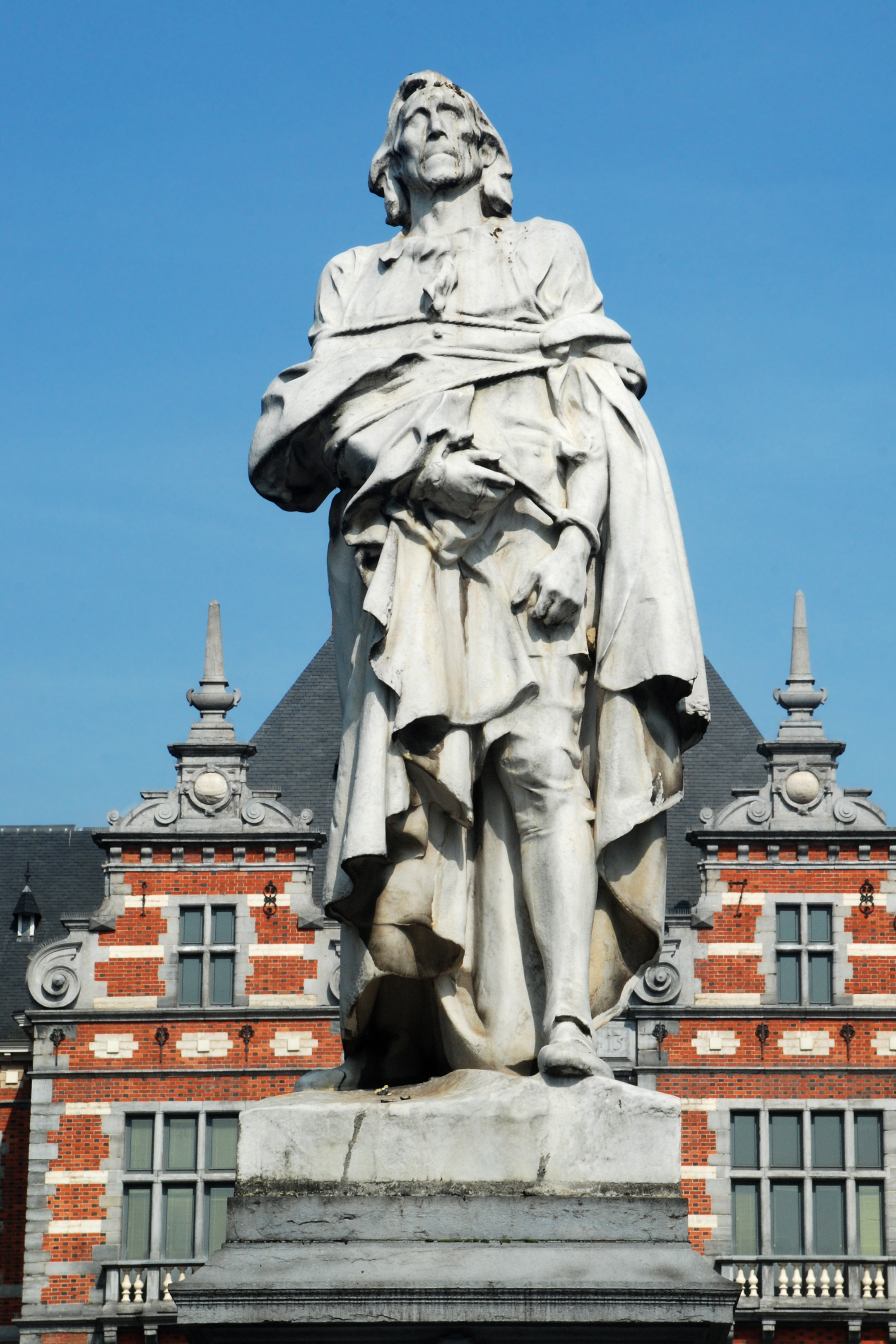
Standbeeld van Anneessens door Thomas Vinçotte (1889)

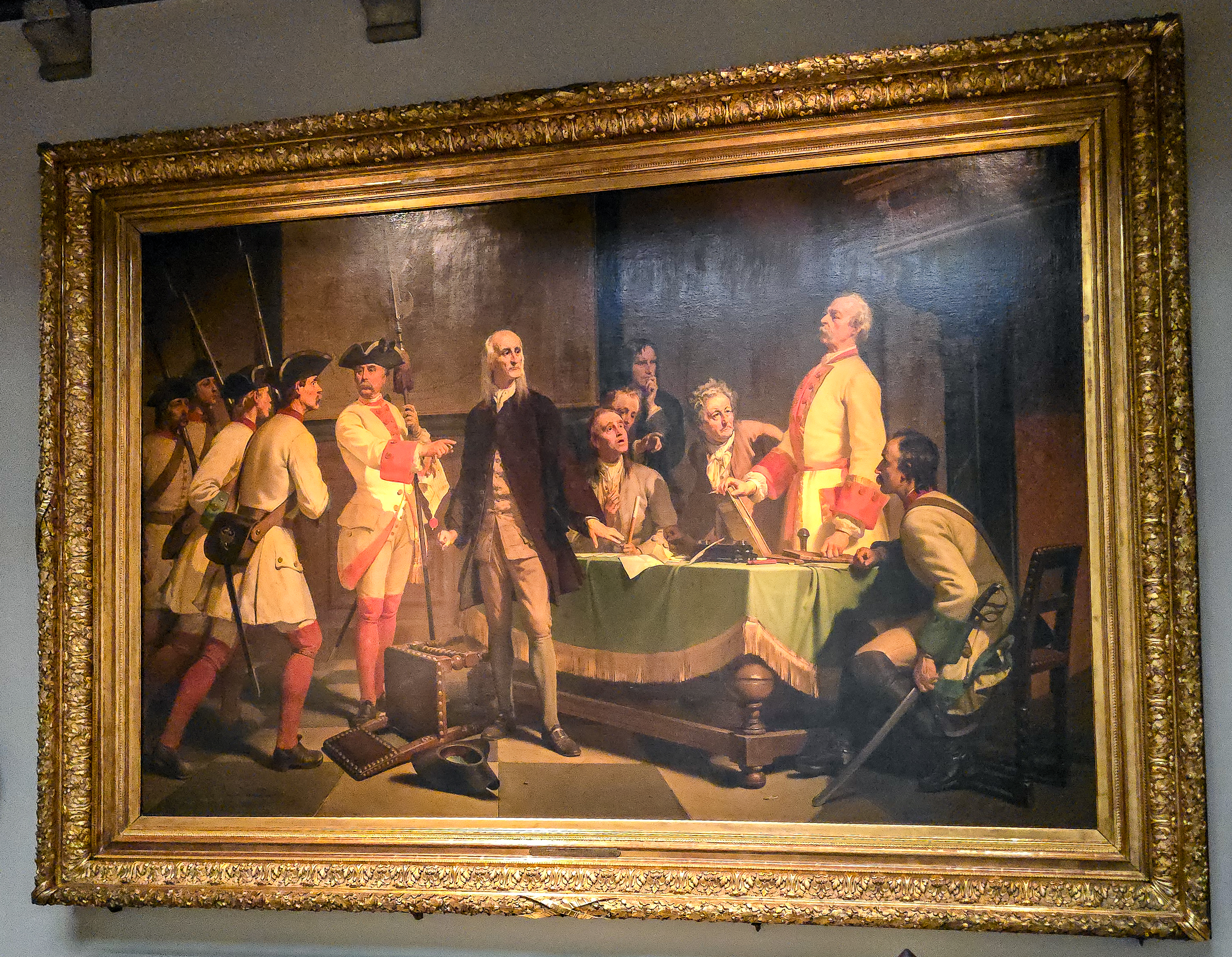
De aanhouding van Frans Anneessens door Joseph Van Severdonck

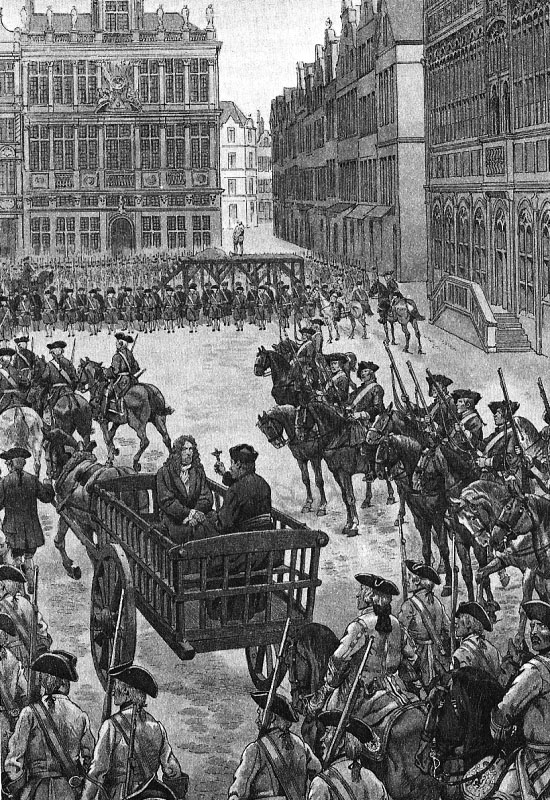
Anneessens op weg naar het schavot (illustratie van Job)

Frans Anneessens (Brussel, 25 februari 1660 – aldaar, 19 september 1719) was een gildedeken in Brussel die op de Grote Markt werd onthoofd wegens zijn betrokkenheid bij een volksoproer in de hoofdstad van de Oostenrijkse Nederlanden.

## Levensloop
Als fabrikant van stoelen in Spaans leer had Anneessens een belangrijke positie verworven in de stad. Hij was lid van de Vier Gekroonden in de hoedanigheid van schaliedekker. Hij werd deken van de Sint-Kristoffelsnatie, van de Vier Gekroonden en van de Grote Voetboog, alsook syndicus van de Sint-Niklaasnatie. Drie keer trouwde hij: eerst op 18 februari 1681 met Jeanne-Marie Eydelet, dan op 8 maart 1687 met Florence Gilson († 1702), en ten slotte op 17 november 1703 met Françoise Govaerts.

## De opstand van 1717
Bij de Vrede van Utrecht in 1713 werden de Zuidelijke Nederlanden aan Oostenrijk toegewezen. De Spaanse Successieoorlog had Vlaanderen en Brabant erg getroffen. In 1716 legde de regering nieuwe belastingen op aan de steden en stelde hun privileges in vraag.
Dit leidde in het voorjaar van 1717 tot rellen in Gent, Antwerpen, Mechelen en Brussel. De dekens van de Brusselse naties, aangevoerd door Anneessens, deden een beroep op de oude stedelijke privileges. Bij hun aantreden weigerden ze de belastingen en te zweren dat ze het nieuwe reglement van 1700 zouden naleven. Hierop bezette het keizerlijke leger de stad en organiseerde een harde repressie, waarbij Anneessens ter dood veroordeeld werd.

### Oproer te Brussel
De eerste Oostenrijkse landsheer van de Zuidelijke Nederlanden was keizer Karel VI. Hij bleef zelf altijd in Oostenrijk en liet het land door een landvoogd besturen. De eerste landvoogd was prins Eugenius van Savoye (1663-1736), die nooit ter plaatse kwam. Zijn opvolger was markies de Prié, een knap en behendig staatsman. Hij hield echter te weinig rekening met de complexe politieke en legale toestand en de gehechtheid van de bevolking en de vele machtsgroepen daaraan.
Het was in die tijd ook moeilijk regeren. Als gevolg van de langdurige oorlogen en de bezetting van het land was er geen algemeen en regelmatig bestuur meer. Elke stad en gemeente regeerde zichzelf. Het centraliserend absolutisme zoals Frankrijk dat kende was aan België voorbijgegaan; elk deeltje was in particularisme achtergebleven.
Door de achtereenvolgende oorlogsverrichtingen van Spaanse, Franse, Engelse, Nederlandse en Oostenrijkse legers heerste grote armoede, waarvan het lagere volk het grootste slachtoffer was. Daarboven moest het land vanwege het Barrièretraktaat van 1715 een permanente verdediging door de Republiek financieren. Talrijke steden kwamen in verzet. Te Brussel woedde de opstand. Daar waren de ambachten nog zo machtig dat zij er deelnamen aan het stadsbestuur en de stemming der belastingen.
Deze situatie wilden de Oostenrijkers veranderen. Ze verminderden de macht van de ambachten. Hierop barstte een oproer los en werd de Prié verplicht te beloven de oude voorrechten te herstellen. Hij voerde dit herstel echter maar aarzelend uit. Het volk werd dit gewaar en raakte opnieuw aan het gisten. Nu werd het een échte opstand die ontaardde in plunderingen. De Prié van zijn kant deed Oostenrijkse regimenten de stad Brussel binnenrukken in het voorjaar van 1717. Het herstel van de rust was slechts tijdelijk.

### Nieuwe onlusten in 1719
Naar jaarlijkse gewoonte verkoos het Brusselse beenhouwersambacht in 1719 een koning. In de gespannen politieke situatie werd dit omkeringsfeest nog meer dan anders een gelegenheid om de machtsverhoudingen in vraag te stellen. De gelukkige, Anthoen de Coster, kreeg een kroon op het hoofd en werd op 30 en 31 januari meegevoerd door de stad onder muziekbegeleiding. Behalve het traditionele Den coninck die drinckt werd ook geroepen "Vivat Philippus", "Vivat den Hertog van Maine", "Vivat Beyeren" en zelfs "Den keyser is maer eenen hontsfot". Prompt werden de koning en vier andere beenhouwers gearresteerd. Vier andere gildeleden die de volgende hun vrijlating kwamen vragen, verdwenen ook achter de tralies. Uiteindelijk werden vier verbanningen voor tien jaar uitgesproken.
Maar de rust keerde niet weer. Hier en daar vonden in de straten schermutselingen plaats. Ondanks zijn leeftijd liep Anneessens nog gewapend van huis naar huis om de gemoederen te bedaren. Hij stond zelf onder zware druk van zijn achterban, die er zelfs mee dreigde zijn huis te verwoesten.

### Anneessens' arrestatie
De Prié trad nu ook verder doortastend op. Verscheidene dekens van ambachten werden aangehouden, waaronder ook de 60-jarige Frans Anneessens. Die werd aangewezen als dé voornaamste oproerstoker. De Prié schreef over hem naar de keizer in de volgende termen: Daar hij veel gelezen heeft en een halve geleerde is, was hij verwaand en hoogmoedig genoeg om zich in te beelden dat hij het volk volgens zijn goedvinden zou kunnen leiden en het hoofd bieden aan 's lands bestuur onder het valse voorwendsel de oude voorrechten te handhaven. Anneessens werd met een valstrik gevangen. Op zekere dag moest hij zich bij de overste van een Oostenrijks regiment aanmelden, zogezegd voor besprekingen over leveringen aan het leger. Toen hij ter plaatse kwam werd hij in hechtenis genomen.
De Prié dacht met zo te handelen dat de ambachten bevreesd hun acties zouden stilleggen. Markies de Prié riep ze samen en vroeg hun de goedkeuring van nieuwe belastingen. De ambachten weigerden. Daarop maakte de markies de Prié zich zo kwaad dat hij dreigde al de weerspannigen te laten opknopen. Voorlopig bleef het echter bij die bedreiging.

### Anneessens' gevangenschap
De gevangenschap van Anneessens en de vier andere dekens duurde zes maanden. Volgens de overlevering zou hij gevangengezeten hebben in de Anneessenstoren, een wachttoren van de eerste stadsomwalling van Brussel. In werkelijkheid zat hij in de nabijgelegen Steenpoort gevangen, die in die tijd dienstdeed als gevangenis. De gevangenen werden er zeer streng behandeld. Ze mochten zelfs hun Pasen niet houden en geen bezoek van familieleden of vrienden ontvangen. Een Brusselse geestelijke klaagde deze toestand vanaf de preekstoel, dus in het openbaar, aan, maar moest zich weldra schuil houden om aan hechtenis te ontsnappen.
Na die zes maanden werd Anneessens door de Raad van Brabant op 12 september 1719 ter dood veroordeeld. De vier andere dekens veroordeelde men tot eeuwigdurende ballingschap.
Reeds een week later zou de terechtstelling van Anneessens plaatsvinden. De regering vreesde (terecht) onlusten. Ze nam dan ook een aantal voorzorgsmaatregelen. Ze verplichtte de pastoors de touwen van de klokken weg te nemen om te beletten dat de noodklokken zouden worden geluid. De voornaamste pleinen en straten werden door Duitse huursoldaten bezet.

### Executie van Anneessens
Op 19 september 1719 werd Anneessens om 8 uur 's morgens uit de gevangenis gehaald. Hij werd als een gevaarlijke misdadiger aan handen en voeten gebonden en zo op de beulskar geplaatst. Zo werd hij naar het gebouw van de Raad van Brabant gevoerd.
Zijn vonnis werd hem voorgelezen. Anneessens luisterde kalm en zwijgend, maar weigerde het vonnis te ondertekenen. Dat was nochtans de gewoonte. Toen de rechter er op aandrong, antwoordde Anneessens: Ik heb geen enkele misdaad bedreven, dat kan God getuigen. Even kalm en waardig als hij zijn intrede had gedaan, verliet hij de zaal. Op de Grote Markt, vlak voor het Brusselse stadhuis, stond reeds enkele dagen het schavot opgetimmerd.
Er waren zeer weinig toeschouwers. Toen Frans Anneessens hen wilden toespreken, overstemde tromgeroffel zijn woorden.
De oude man bleef de laatste ogenblikken van zijn leven uiterlijk onbewogen. Hij liet zich rustig de lange pruik afnemen en zijn hoofd met een witte muts bedekken. De beul moest hem behulpzaam zijn. Anneessens' laatste woorden waren: Heer, in Uw handen beveel ik mijn ziel. Iets later sloeg de beul met het slagzwaard zijn hoofd af.
Het nieuws van de onthoofding verspreidde zich snel door de gehele stad. 's Avonds kregen de alexianenmonniken de toelating om het stoffelijk overschot te begraven in de Kapellekerk, zodat het misdadigershoekje van het kerkhof hem bespaard bleef. Zijn bloed dat door de planken van het schavot sijpelde, was opgevangen door omstaanders en werd doorheen de stad verkocht als relikwie. Anneessens ligt begraven in de Kapellekerk.

## Herdenking en eerbetoon
Hoewel hij ook kon worden gezien als een voorvechter van verouderde 15e-eeuwse voorrechten, eerde de liberale 19e eeuw Anneessens als bestrijder van despotisme. In 1890 kreeg hij op het Anneessensplein een standbeeld met het opschrift:

Deken van het ambacht

Der Vier Gekroonden

Geboren te Brussel

Den 25 februari 1660

Stierf op het schavot

Den 19 september 1719

Omdat hij tegen de dwingelandij

De gemeentevrijheden

Had verdedigd

Het dankbare volk

Vereerde hem

Als een martelaar

Thomas Vinçotte gaf hem weer terwijl hij met geboeide handen onbewogen zijn doodsvonnis aanhoorde. Het model, Bernardin Braeckman, was een kroegverkoper van gekookte eieren, krabben en noten. Fier liep hij voor de rest van zijn dagen rond met een kepie waarop in grote zilveren letters 'Anneessens' stond.
Brussel telt nog verschillende herinneringen aan Anneessens:
- In de Kapellekerk werd in 1834 een monument geplaatst (medaillon met buste door Jean-Louis van Geel).[2]
- Nog in Brussel is de Anneessensstraat naar hem vernoemd.
- De Anneessenstoren is een overblijfsel van de stadsomwalling dat zo ging heten omdat men verkeerdelijk dacht dat hij er had vastgezeten (de gevangenis was in de verderop gelegen Steenpoort).
- Op de plaats van zijn vroegere woning aan de Gasthuisstraat 17 had architect Van Ysendyck een gedenkplaat laten aanbrengen, inmiddels verdwenen.
- Het premetrostation Anneessens-Fontainas draagt eveneens zijn naam.

## Voetnoten
1. ↑  Anneessens: Van volksheld tot ordinaire straatventer, Brussel Deze Week, 17 mei 2013
2. ↑  Latijns opschrift: Sub hoc tumulo in pace quiescit Franciscus Anneessens Bruxellensis nationis vulgo Sancti Nicolaï syndicus, qui juramentis fideliter servatis, et jurijurandis, privilegiisque opificiorum corporum urbis hujus religiose defensus, ad extremum ductus fuit supplicium quod, cum firma fiducium in Christum, supremum judicum judicem, inturbabili animo subivit, spreta nece, moriendo vir ille pro defensione jurium sue ordinis, non frangendae fidei insigne dedit exemplar. Occisus est annae aetatis suae LXX die vero 19 septembris 1719 R.I.P. Memoriae Anneessens comites de Mérode-Westerloo et Amedeus de Beauffort hunc posuere lapidem 1834

- Biblioteca Nacional de España: XX4607389
- Bibliothèque nationale de France: cb16296775g (data)
- International Standard Name Identifier: 0000 0000 3819 6011
- Library of Congress Control Number: nb2001061217
- Nederlandse Thesaurus van Auteursnamen: 072618213
- Système universitaire de documentation: 224983288
- Virtual International Authority File: 36421641
- WorldCat: E39PBJt8k9Wf4Q8vkJ3vP7F9Xd